# Villefranque (Pireneje Atlantyckie)
Villefranque – miejscowość i gmina we Francji, w regionie Nowa Akwitania, w departamencie Pireneje Atlantyckie.
Według danych na rok 1990 gminę zamieszkiwało 1570 osób, a gęstość zaludnienia wynosiła 91 osób/km² (wśród 2290 gmin Akwitanii Villefranque plasuje się na 270. miejscu pod względem liczby ludności, natomiast pod względem powierzchni na miejscu 644.).